# توبياس فاغنر
توبياس فاغنر (بالألمانية: Tobias Wagner)‏ (26 مارس 1995 بفيينا في النمسا - ) هو لاعب كرة يد نمساوي.